# Кыстыкбаев, Куандык Капсаланович
Куандык Капсаланович Кыстыкбаев (каз. Қуандық Қапсаланұлы Қыстықбаев; 1 августа 1977; Уйгурский район, Алматинская область, КазССР, СССР) — казахский актёр кино и театра. Заслуженный деятель Казахстана (2015), член Союза Кинематографистов Казахстана.

## Биография
Родился 1 августа 1977 года в селе Сумбе Уйгурского района Алматинской области.
В 1994 году окончил среднюю школу села Кыргызсай Уйгурского района, в том же году поступил на актёрский факультет в Алма-Атинский государственный институт театра и кино, который окончил в 1998 году. (по классу народного артиста Казахстана Каукена Кенжетаева и заслуженного деятеля искусств Казахстана, профессор Есима Сегизбаева).
С 1998 года по настоящее время — актёр Казахского государственного академического музыкально-драматического театра имени Калибека Куанышбаева.
С 2002 года начал сниматься в кино. Член Союза Кинематографистов Казахстана.

## Творчество

### Роли в театре
Казахский музыкально-драматический театр имени К. Куанышбаева
Из казахской и мировой классики и современной драматургии:
- «Кара кипчак Кобланды» Мухтар Ауэзов — Кобланды.
- «Каракоз» Мухтар Ауэзов — Сырым.
- «Енлик — Кебек» Мухтар Ауэзов — Кембай.
- «Абай» Мухтар Ауэзов — Айдар.
- «Айман — Шолпан» Мухтар Ауэзов — Алибек.
- «Козы Корпеш — Баян сулу» Габит Мусрепов — Айдар.
- «Встреча Байтерека» Жолтай Алмашулы — Исатай.
- «Махамбет» Джансугуров, Ильяс — Махамбет.
- «Надежда» Б. Узаков — Замир.
- «Потерянный друг» Ахтанов, Тахави — Мангас.
- «Зять-примак» Ахтанов, Тахави — Тюринщик.
- «Жеребёнок мой» Бокеев, Оралхан — Жан.
- «Пай-пай, молодожены!» Хасенов Мухаметкали — Касым.
- «Уловка Алдара» М. Аманов — Кабан.
- «Свадьба» Е. Жуасбек — Комек.
- «Для тебя» Е. Жуасбек — Мужчина.
- «Глубокие корни» Е. Жуасбек — Лидера нации.
- «Бір кем дүние» Муртаза, Шерхан — Абадан.
- «Баянсыз бақ» Дельмар, Винья — Гарвей.
- «Ромео и Джульетта» Шекспир, Уильям — Ромео, Тибальт.
- «Проделки Скапена» Мольер — Леандр.
- «Бунт невесток» Саид Ахмад — Кемал.
- «Белый пароход» Чингиз Айтматов — Сейдахмет.
- «Гамарджоба» А. Цагарелли — Князь.
- «Дон Жуан, или Любовь к геометрии» Фриш, Макс — Дон Жуан.
- «Дорогая Памела» Джон Патрик — Брэд.
- «Гамлет» Шекспир, Уильям — Лаэрт.

### Фильмография
|   | Год  | Название                           | Роль                         | Режиссёр           |
| - | ---- | ---------------------------------- | ---------------------------- | ------------------ |
| 1 | 2002 | «Сардар»                           | Кулжан главная роль          | Болат Калымбетов   |
| 2 | 2007 | «Человек-ветер»                    | Алмат главная роль           | Хуат Ахметов       |
| 3 | 2008 | «Невестка»                         | Жених главная роль           | Ермек Турсунов     |
| 4 | 2009 | «Кто вы, господин К»               | следопыт                     | Хуат Ахметов       |
| 5 | 2011 | «Семь майских дней»                | Курмет, главный следователь  | Ермек Турсунов     |
| 6 | 2013 | «Без права на выбор» (мини–сериал) | Кайсенов, Касым главная роль | Леонид Белозорович |
| 7 | 2015 | «Бродяга»                          | Гани                         | Ермек Турсунов     |
| 8 | 2018 | «Река»                             | актёр                        | Эмир Байгазин      |

## Награды и звания
- 2005 — Лауреат XIII Республиканского театрального фестиваля в номинации «За лучшую мужскую роль» (Е. Аманшаев «Үзілген бесік жыры»).
- 2005 — Лауреат международного кинофестиваля в Нижнем Новгороде была признана лучшей его роль в фильме «Человек-ветер».
- 2009 — Президентская стипендия в области культуры и искусства Республики Казахстан.
- 2012 — Республиканская премия «Патриот года»[5]
- 2014 — Орден Почёта Кузбасса — за главную роль в телевизионном фильме «Касым».[6][7]
- 2015 (9 декабря) — присвоено почетное звание «Қазақстанның еңбек сіңірген қайраткері» (Заслуженный деятель Казахстана) — за выдающиеся заслуги и общественную активность в области отечественного театра и кинематографии.[8]
- 2016 — Медаль «25 лет независимости Республики Казахстан»
- 2018 — Медаль имени Касыма Кайсенова и др.